# Lower Newcastle-Russellville
Lower Newcastle-Russellville est un village du comté de Northumberland, à l'est de la province canadienne du Nouveau-Brunswick. Le village a le statut de DSL. Le DSL s'appelait à l'origine Ferry Road-Russellville; elle a été renommée en 1995 après l'inclusion de Ferry Road dans la nouvelle ville de Miramichi. Dans le cadre de la réforme de la gouvernance locale du 1er janvier 2023, le DSL a été annexé au district rural du Grand Miramichi.

## Toponyme

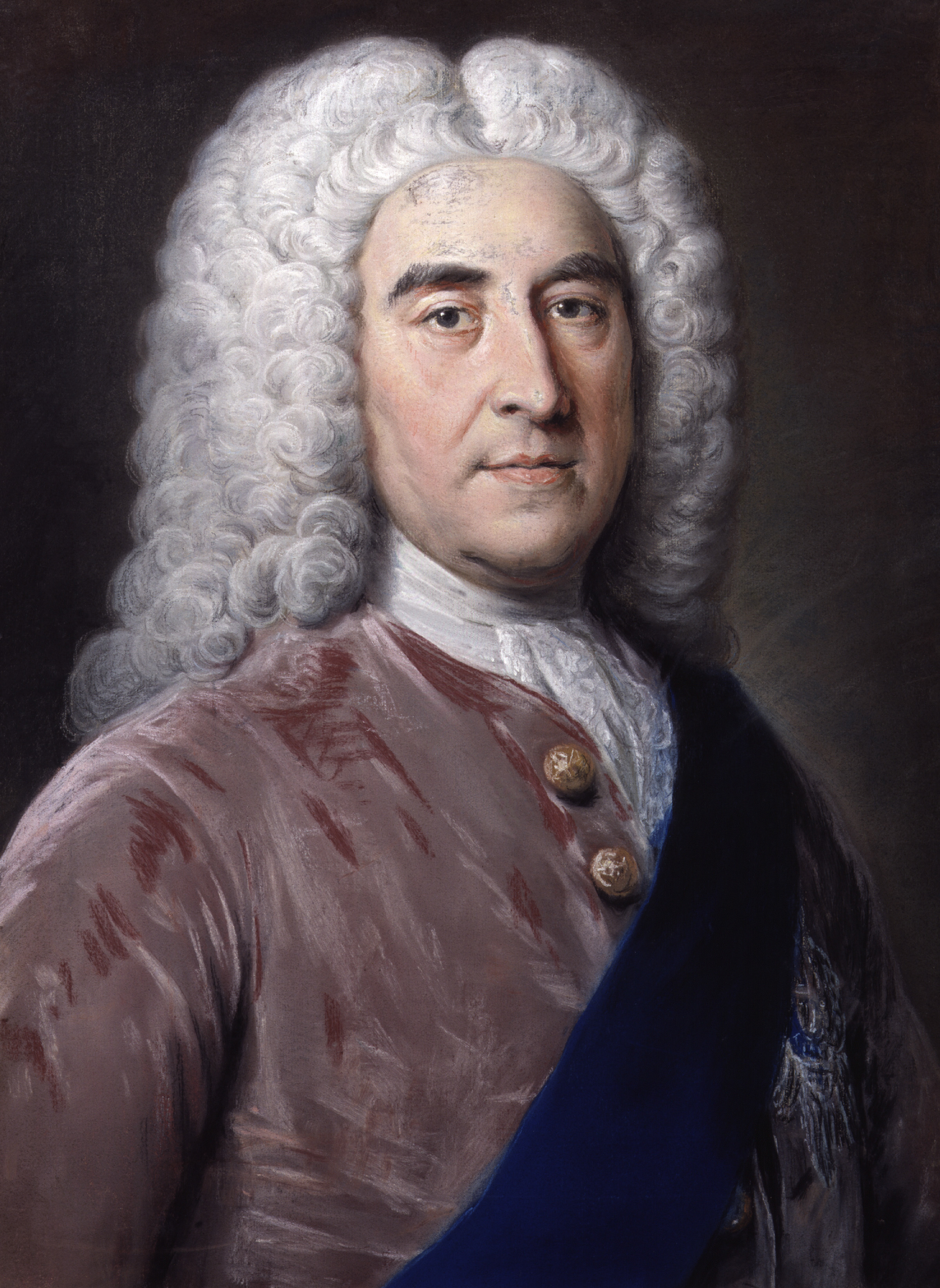
Le duc de Newcastle.

Lower-Newcastle (Bas-Newcastle) est nommé ainsi d'après sa position par rapport à l'ancienne ville de Newcastle. Ce nom lui fut probablement donné par Benjamin Marston en l'honneur de Thomas Pelham-Holles, duc de Newcastle (1693-1768), premier ministre du Royaume-Uni entre 1754 et 1762. Russellville est probablement nommé ainsi d'après James Russell, son premier maître des postes en 1910.

## Géographie
Lower Newcastle-Russellville est situé sur la rive nord de la rivière Miramichi, entre la cité de Miramichi et la rivière Bartibog.
Le village comporte trois principaux hameaux ou quartiers. Au bord de la rivière il y a Bas-Newcastle (Lower Newcastle), à l'ouest, et la Ferme MacDonald, à l'est. Dans les terres, au bord de la Bartibog, se trouve Russellville.
Il y a l'île Bartibog, en face de la Ferme Macdonald.

### Géologie
Le sous-sol de Lower Newcastle-Russellville est composé principalement de roches sédimentaires du groupe de Pictou datant du Pennsylvanien (entre 300 et 311 millions d'années).

## Histoire
Lower Newcastle-Russellville est situé dans le territoire historique des Micmacs, plus précisément dans le district de Sigenigteoag, qui comprend l'actuel côte Est du Nouveau-Brunswick, jusqu'à la baie de Fundy.
En 1825, le territoire est touché par les Grands feux de la Miramichi, qui dévastent entre 10 000 km2 et 20 000 km2 dans le centre et le nord-est de la province et tuent en tout plus de 280 personnes,.

## Démographie
| 2011  | 2016  |
| ----- | ----- |
| 1 123 | 1 135 |

## Administration

### Comité consultatif
En tant que district de services locaux, Lower Newcastle-Russellville est administré directement par le Ministère des Gouvernements locaux du Nouveau-Brunswick, secondé par un comité consultatif élu composé de cinq membres dont un président.

### Commission de services régionaux
Lower Newcastle-Russellville fait partie de la Région 5, une commission de services régionaux (CSR) devant commencer officiellement ses activités le 1er janvier 2013. Contrairement aux municipalités, les DSL sont représentés au conseil par un nombre de représentants proportionnel à leur population et leur assiette fiscale. Ces représentants sont élus par les présidents des DSL mais sont nommés par le gouvernement s'il n'y a pas assez de présidents en fonction. Les services obligatoirement offerts par les CSR sont l'aménagement régional, l'aménagement local dans le cas des DSL, la gestion des déchets solides, la planification des mesures d'urgence ainsi que la collaboration en matière de services de police, la planification et le partage des coûts des infrastructures régionales de sport, de loisirs et de culture; d'autres services pourraient s'ajouter à cette liste.

### Représentation et tendances politiques
Nouveau-Brunswick: Lower Newcastle-Russellville fait partie de la circonscription provinciale de Baie-de-Miramichi—Neguac, qui est représentée à l'Assemblée législative du Nouveau-Brunswick par Serge Robichaud, du Parti progressiste-conservateur. Il fut élu en 2010.
 Canada: Lower Newcastle-Russellville fait partie de la circonscription électorale fédérale de Miramichi, qui est représentée à la Chambre des communes du Canada par Tilly O'Neill-Gordon, du Parti conservateur. Elle fut élue lors de la 40e élection fédérale, en 2008.

## Économie
Entreprise Miramichi, membre du Réseau Entreprise, a la responsabilité du développement économique.

## Infrastructures et services
Le détachement de la Gendarmerie royale du Canada le plus proche est situé à Néguac. Le bureau de poste le plus proche est quant à lui à Miramichi.
Les anglophones bénéficient du quotidien Telegraph-Journal, publié à Saint-Jean et de l'hebdomadaire Miramichi Leader, publié à Miramichi. Les francophones bénéficient quant à eux du quotidien L'Acadie nouvelle, publié à Caraquet, ainsi que de l'hebdomadaire L'Étoile, de Dieppe.

## Culture et patrimoine
Le village comporte un site historique provincial, la Ferme MacDonald. Il y a également une réserve faunique provinciale, près de la ferme.